# Tianguá (kommun)
Tianguá är en kommun i Brasilien.   Den ligger i delstaten Ceará, i den östra delen av landet, 1 500 km nordost om huvudstaden Brasília. Antalet invånare är 68 901.
Följande samhällen finns i Tianguá:
- Tianguá

Omgivningarna runt Tianguá är huvudsakligen savann. Runt Tianguá är det ganska tätbefolkat, med 160 invånare per kvadratkilometer.